# Mińsk Mazowiecki
Mińsk Mazowiecki là một thị trấn nằm ở tỉnh Masovian, miền trung Ba Lan, cách thủ đô Warsaw khoảng 40 km về phía đông. Từ năm 1975 – 1998, thị trấn thuộc tỉnh Siedlce, kể từ năm 1999 đến nay, nó thuộc quyền quản lý của tỉnh Masovian. Đây cũng là thủ phủ của Hạt Mińsk. Tổng diện tích của thị trấn là 13,12 km². Tính đến năm 2015, dân số của thị trấn là 40.211 người, mật độ 3.100 người/km².

## Lịch sử
Tên của thị trấn bắt đầu bằng chữ Mińsk, được đặt theo tên của sông Mienia, có nghĩa là 'tỏa sáng'. Từ Mazowiecki cho thấy mối liên hệ lịch sử với tỉnh Mazovia và dùng để phân biệt Mińsk Mazowiecki với thủ đô Minsk của Bêlarut.

## Di tích

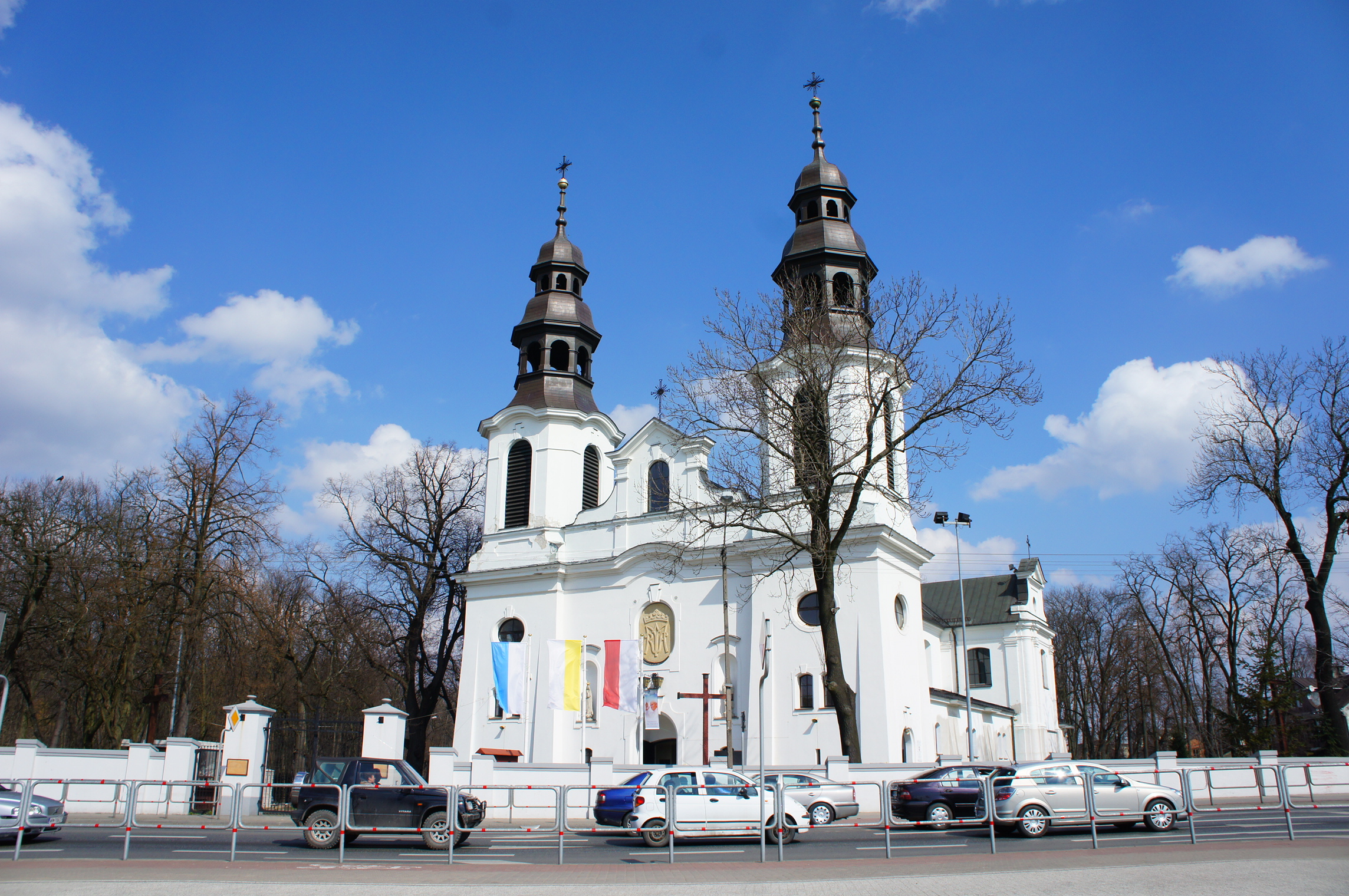
Nhà thờ xưa

- Cung điện của gia đình Doria Dernałowicz - được xây dựng vào thế kỷ 17
- Nhà thờ Chúa giáng sinh của Đức Trinh Nữ Maria - được xây dựng vào thế kỷ 17
- Nghĩa trang của thị trấn
- Bưu điện của thị trấn - được xây dựng từ thế kỷ 19
- Nhà thờ Mariavite - được xây từ năm 1911
- Nghĩa trang của người Do Thái

## Giáo dục

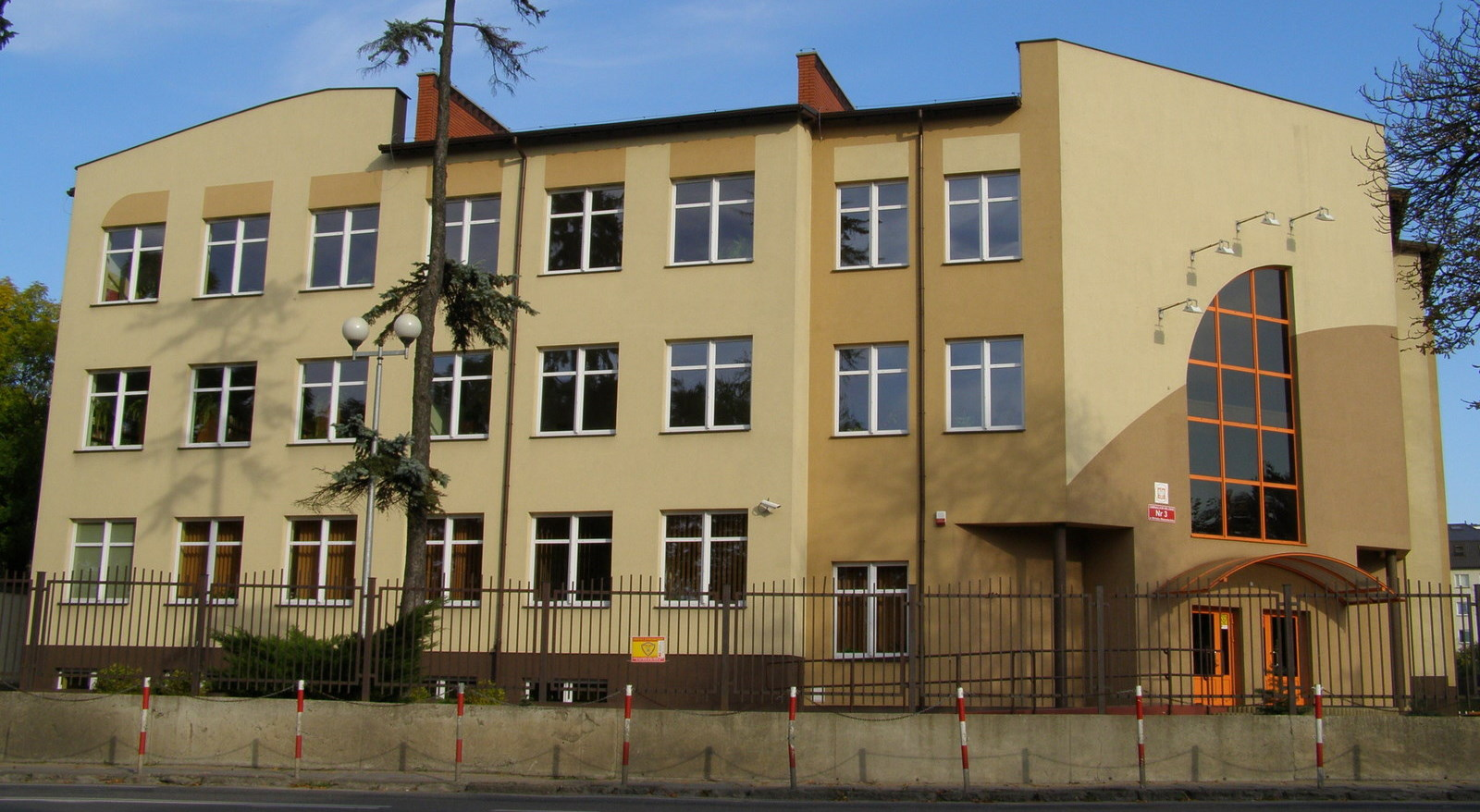
Phòng tập thể dục số 3

- Đại học Khoa học Xã hội Józef Majka (công giáo)
- Trường trung học Polska Macierz Szkolna
- Trường tiểu học Salesian
- Trường trung học chuyên nghiệp Kazimierz Wielki
- Trường trung học chuyên nghiệp Powstańcy Warszawy
- Trường trung học kinh tế
- Trường trung học Maria Skłodowska-Curie
- 3 phòng tập thể dục công cộng
- 4 trường tiểu học công lập
- Hơn 10 trường mầm non (6 công lập)
- Trường đặc biệt (dành cho trẻ em có vấn đề)
- Phòng khám trợ giúp tâm lý

## Văn hóa và thể thao
Văn hóa:
- Nhà văn hóa
- Trường nghệ thuật
- 2 thư viện
- 2 bảo tàng
- Rạp chiếu bóng
- Tạp chí

Thể thao:

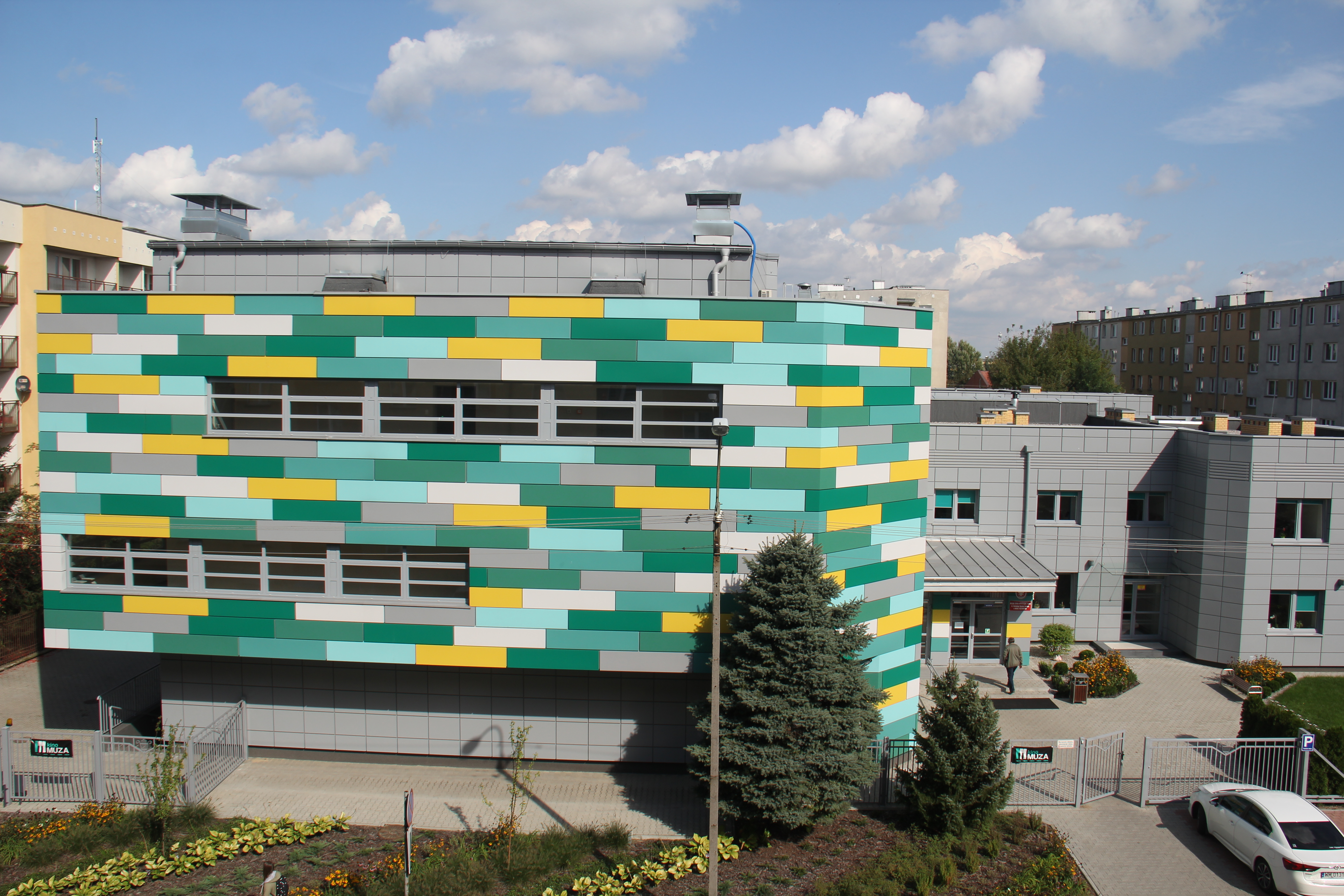
Trường nghệ thuật

- Miejski Ośrodek Sportu i Rekreacji (Bộ phận thể thao và giải trí công cộng) 
  - 2 sân vận động
  - Sân băng
  - Khác
- Mazovia-ZNTK 
  - Đội bóng đá trong giải đấu nghiệp dư
  - Những môn thể thao khác
- Câu lạc bộ khác

## Phương tiện giao thông công cộng
- Ga xe lửa 
  - Dịch vụ thường nhật (hàng ngày có 39 chuyến tàu một chiều đến Warsaw)
  - Kết nối trực tiếp với nhiều thành phố ở Ba Lan và Moscow
- 2 chuyến xe buýt thường nhật đến Warsaw